# Villa Salvetella
Die Villa Salvetella ist ein Landhaus aus dem 18. Jahrhundert in San Giorgio a Cremano in der italienischen Region Kampanien. Es liegt im Gebiet der Miglio d’oro, in der Via Sant’Anna, 68.

## Geschichte und Beschreibung
Das Landhaus ließen in der ersten Hälfte des 18. Jahrhunderts die Barone Di Ripa errichten und verkauften es dann 1764 an den Baron Della Salvetella, nach dem die Villa heute heißt.
Die Fassade, die wegen ihrer Imposanz, vor allen Dingen im Vergleich zur geringen Straßenbreite vor dem Haus, hervorsticht, hat zwei Stockwerke: Erdgeschoss und Obergeschoss.
Im Obergeschoss haben die großen Balkone vorspringende, klassizistische Rahmen, die an die der Reggia di Caserta erinnern. Unter dem schmalen Traufgesims wurden die Öffnungen im Dachgeschoss sicherlich mit den Jahren vergrößert. Die Fassade ist mit Stuck aus falschen, roten Backsteinen versehen und verfügt heute noch über wertvolle ionische Kapitelle, die die Lisenen umrahmen, die die Fassade im klassizistischen Stil aufteilen. Das Eingangstor trägt auf dem Schlussstein ein Adelswappen, auf dem eine geflügelte Hand abgebildet ist.
Der terrassierte Aufbau des Gebäudes liegt auf einer Linie mit den anderen Barockvillen aus dem 18. Jahrhundert (Atrium, Exedra, Garten), während der asymmetrische Grundriss, der wegen seiner Größe auf der Karte des Duca di Noja hervorsticht, sich ziemlich von den anderen Landhäusern in der Gegend unterscheidet. Von bemerkenswertem Effekt sind die barocken Fresken, die man noch am Tonnengewölbe des Atriums sehen kann, und die Blocktreppe links des Eingangs, über die man direkt aus dem Innenhof gelangt. Von der anfänglichen Machart der Treppe ist aber nur der erste Zug erhalten.
An der Rückseite des Innenhofes ist als Erinnerung an die ursprüngliche perspektivische Anordnung recht wenig von dem Portal erhalten, das die Exedra abschloss, durch die man in den Garten gelangte. Zwei Pfeiler, die einst von Terrakottavasen gerahmt waren, umrahmen jetzt die Stufen und das Eingangsgittertor zum Garten. Besonders beschädigt ist das kunstvolle Tor, das handwerklich mit Arabesken in der alten Nietentechnik gefertigt ist.
Neben dem Hauptinnenhof findet sich ein zweiter Eingang, der zum Wirtschaftshof führt, in dem die landwirtschaftlichen Aktivitäten stattfanden, die mit dem Leben in dem Landgut verbunden waren, das, wie Palomba bezeugt, von einer gewissen Bedeutung war.